# Bulgan
Bulgan (Булган, em mongol) é uma província da Mongólia. Sua capital é Bulgan.